# Brennius
Brennius var enligt Geoffrey av Monmouth en brittisk krigsherre som ledde britterna mot romarna.
Uppenbarligen är Brennius en latiniserad form av Bran, en mycket gammal keltisk gestalt. Även den motståndare till Brennius som omnämns, Belinius, äger stora likheter med sin keltiske föregångare Beli.